# Alassane Kanté
Alassane Maodo Kanté (ur. 20 grudnia 2000 w Ziguinchorze) – senegalski piłkarz grający na pozycji środkowego pomocnika. Od 2022 jest piłkarzem klubu CA Bizertin.

## Kariera piłkarska
Swoją piłkarską karierę Kanté rozpoczął w klubie US Gorée. W sezonie 2019/2020 zadebiutował w nim w pierwszej lidze senegalskiej. W 2022 roku odszedł do tunezyjskiego CA Bizertin. Swój debiut w nim zaliczył 22 października 2022 w zremisowanym 2:2 domowym meczu z ES Hammam Sousse.

## Kariera reprezentacyjna
W reprezentacji Senegalu Kanté zadebiutował 7 lipca 2021 w przegranym 1:2 meczu Pucharu COSAFA 2021 z Namibią, rozegranym w Port Elizabeth.